# Интерферометр Саньяка
Интерферо́метр Санья́ка — однопроходной интерферометр, в котором лучи распространяются по одному и тому же оптическому пути в противоположных направлениях. Различают конструкции с использованием чётного и нечётного количества зеркал. Интерферометр Саньяка характеризуется высокой стабильностью и простотой юстирования.
В типичной схеме интерферометра Саньяка свет разделяется полупрозрачной пластинкой-делителем на два луча, распространяющихся по кругу и сводимых зеркалами обратно на делитель. Благодаря симметрии схемы, вне зависимости от положения зеркал между лучами сохраняется постоянная разница хода {\displaystyle \Delta \phi =0}. Создать ненулевой сдвиг фазы {\displaystyle \Delta \phi } между лучами можно вращением интерферометра. Этот сдвиг возникает вследствие релятивистского закона сложения скоростей. В случае кольцевого интерферометра, в котором зеркала рассматриваются расположенными по окружности радиуса {\displaystyle R}, и их количество стремится к бесконечности, фазовый сдвиг может быть рассчитан по формуле
{\displaystyle \Delta \phi ={\frac {4S\Omega \omega }{c^{2}{\sqrt {1-(R\Omega /c)^{2}}}}}},
где {\displaystyle S} — площадь кольца интерферометра, {\displaystyle \omega } — круговая частота источника света в системе отсчета, связанной с вращающимся интерферометром, {\displaystyle \Omega } — угловая скорость вращения.
Возможность определения угловой скорости по фазовому сдвигу во вращающемся интерферометре Саньяка используется для построения схем волоконно-оптических гироскопов.